# Wilhelm-Strauß-Straße 15 (Mönchengladbach)

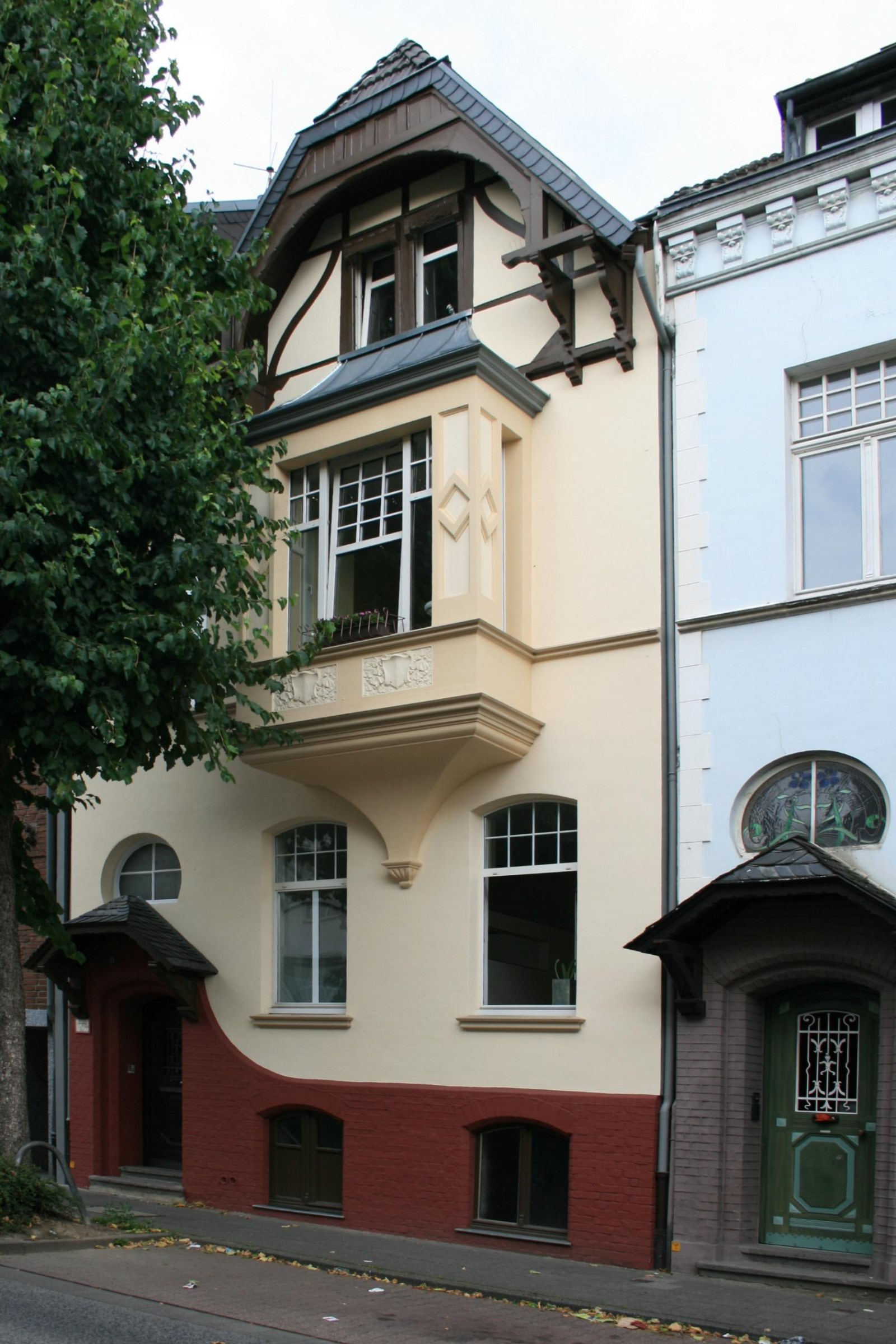
Wohnhaus (2010)

Das Wohnhaus Wilhelm-Strauß-Straße 15 steht im Stadtteil Rheydt in Mönchengladbach (Nordrhein-Westfalen).
Das Gebäude wurde 1902 erbaut. Es ist unter Nr. W 023 am 6. März 1989 in die Denkmalliste der Stadt Mönchengladbach eingetragen worden.

## Lage
Die Wilhelm-Strauß-Straße liegt im Zentrum von Rheydt. Die Bebauung prägt sich aus historischen Objekten und Nachkriegsbauten sowie aus Wohn- und Geschäftshäusern.

## Architektur
Es handelt sich bei dem Gebäude um ein 1902 erbautes zweistöckiges, traufenständiges Einfamilienhaus mit ausgebautem Dachgeschoss. Das Haus schließt mit einem Krüppelwalmdach ab. Aus architektur- und stadtbaugeschichtlichen Gründen liegt eine Unterschutzstellung des Objektes im öffentlichen Interesse.